# Turysta (czasopismo, 1952–1961)
Turysta – polskie czasopismo turystyczno-krajoznawcze, wydawane w latach 1952―1961; początkowo miesięcznik, od 1957 roku ukazywało się dwa razy w miesiącu.
Czasopismo miało siedzibę w pałacu Małachowskich przy ul. Senatorskiej 11 w Warszawie.
Redagował zespół. W l. 1956-61 sekretarzem redakcji był Tadeusz Garczyński, który znacznie przyczynił się do rozwoju czasopisma. Ostatni nr: 7-8 z 1961 r.
Kontynuacją „Turysty“ stało się czasopismo „Światowid“.